# Dobra Szczecińska (stacja kolejowa)
Dobra Szczecińska – nieistniejąca stacja kolejowa w miejscowości Dobra w Polsce, w województwie zachodniopomorskim, w powiecie polickim, w gminie Dobra.